# Шепіт (Косівський район)
Ше́піт —  село Косівського району Івано-Франківської області. Входить до складу Косівської міської громади. Розкинулося біля підніжжя Карпатських гір, за 36 км від районного центру, 45 км від залізничної станції Коломия. Автобусні рейси Коломия-Шепіт: 07:00, 14:00 (крім Середи) щоденно.

## Географія
Межує з селами Космач, Річка, Брустури, Снідавка Косівського району та с. Криворівня і присілком Бережниця Верховинського району.  
Село займає доволі велику площу, а тому природно ділиться на окремі райони: власне Шепіт (у долині), Рунок (поселення при кінці всіх комунікацій), Підпантериш (на схилах), Пантериш (дорогою до г. Ґрегіт).
Присілки і кутки: Безвінний, Лисничка, Шепіт, Рунок, Пантериш, Підкородистий, Кичера, Скрипки, Ґрунь, Буков'яли, Костиївський потік, Підріжжя, Вишне поле, Полагнюки, Черешенька.
Назви урочищ: Чорний Ґрунь, Сигла, Ріжі. Селом протікають р. Брустурка, Костиївський Потік. Навколишні висоти — Ґрегіт (1472 м), Буковець (969 м), Кичера.
Село відоме надзвичайно мальовничими водоспадами: Шепітський Гук, Шепітський Гук Малий, Шепітсько-Брустурський Гук і кам’яними розсипищами на г. Ґрегіт. Водоспади розташовані на околиці села недалеко від останньої зупинки автобуса.

## Історія
Шепіт до березня 1940 р. був присілком Брустурів, відокремилось у 1820 р. У 1940—1950-х роках багато жителів брали участь у повстанському русі. За неповними даними, радянською владою було репресовано 50 шепітян, з них 24 були засуджені до тривалих термінів каторжних робіт.
На фестивалі самодіяльного мистецтва УРСР в Києві на честь 50-річчя Великого Жовтня народний оркестр гуцульських інструментів Шепота одержав медаль та диплом 3-го ступеня.

## Сьогодення
Орні землі відсутні, селяни займаються відгодівлею великої рогатої худоби, овець. Поширені промисли — ліжникарство (Г. Кіщук), різьба по дереву та інкрустація (І. Ігнатюк), виготовлення трембіт (П. Грималюк), вишивка та ін. У селі працює понад 180 народних умільців.
Через село пролягають туристичні маршрути (пішохідний та веломаршрут).
Релігійна громада ПЦУ, церква споруджена в 1993 р. Храмове свято — Зіслання Святого Духа. Настоятель о. Іван Петращук.
Неповна середня школа у пристосованому приміщенні (1951 р.). Будинок культури (1957 р.), бібліотека, 2  фельдшерсько-акушерські пункти, відділення зв'язку, 6 магазинів.

## Світлини села

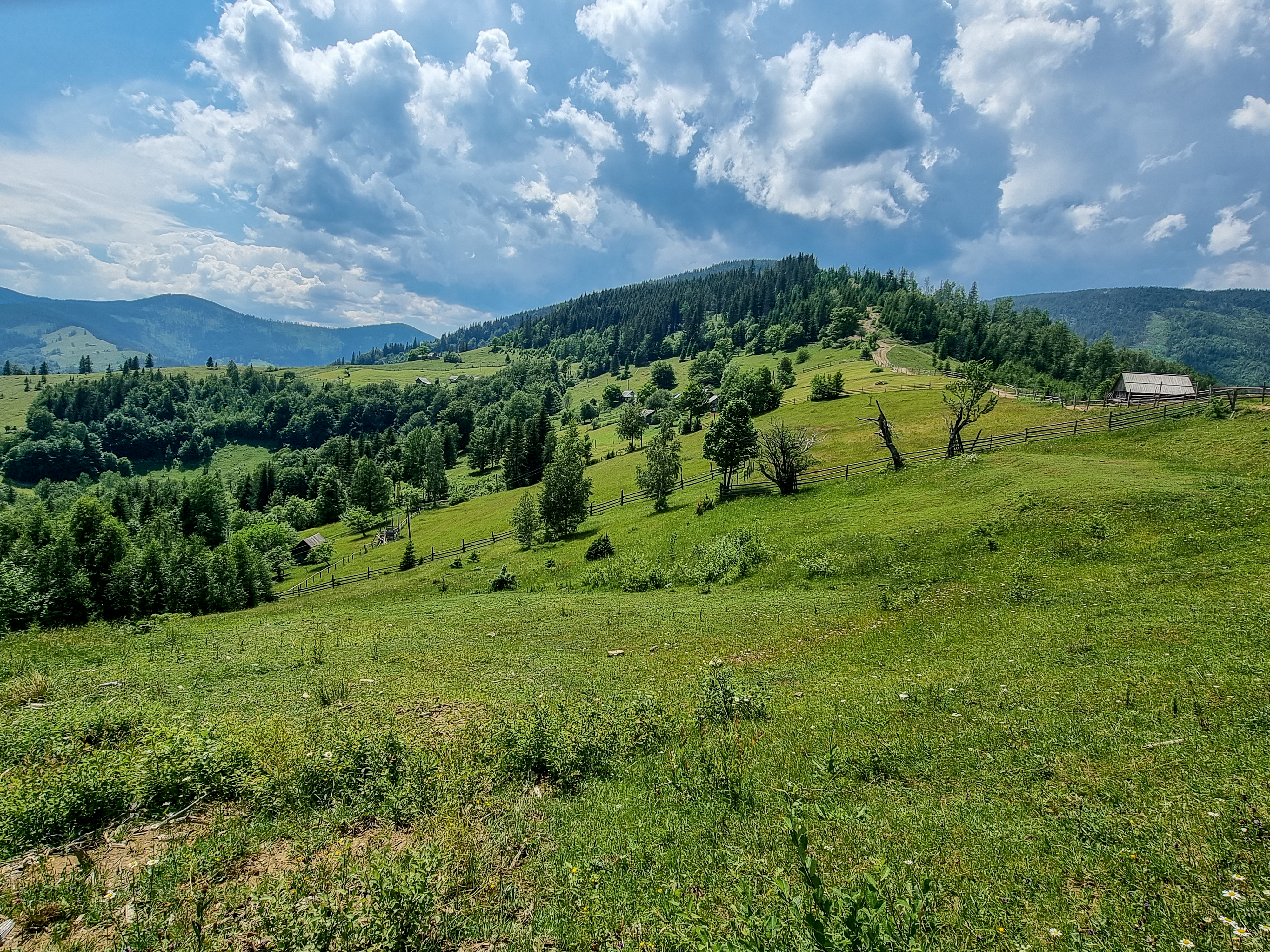
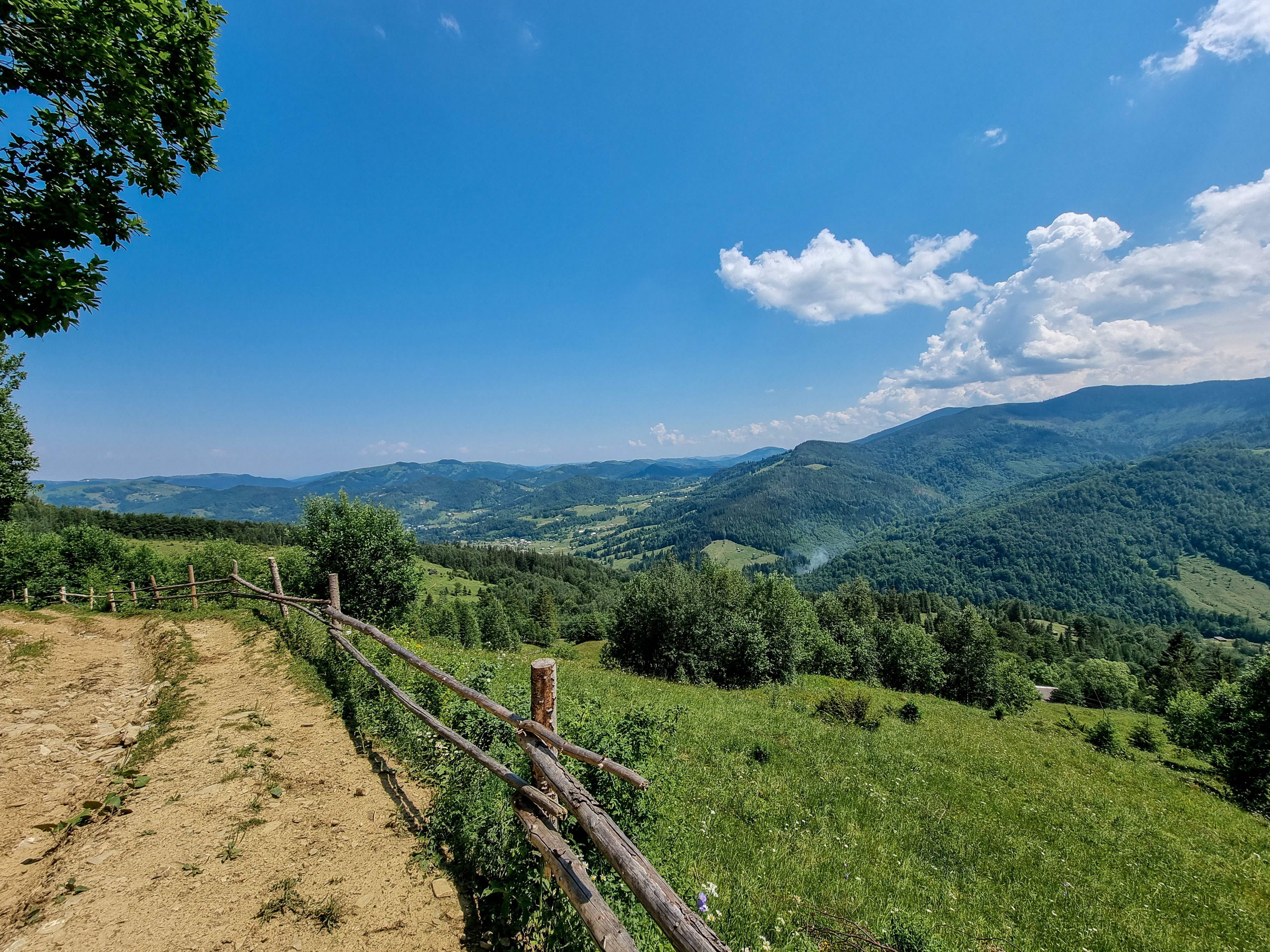
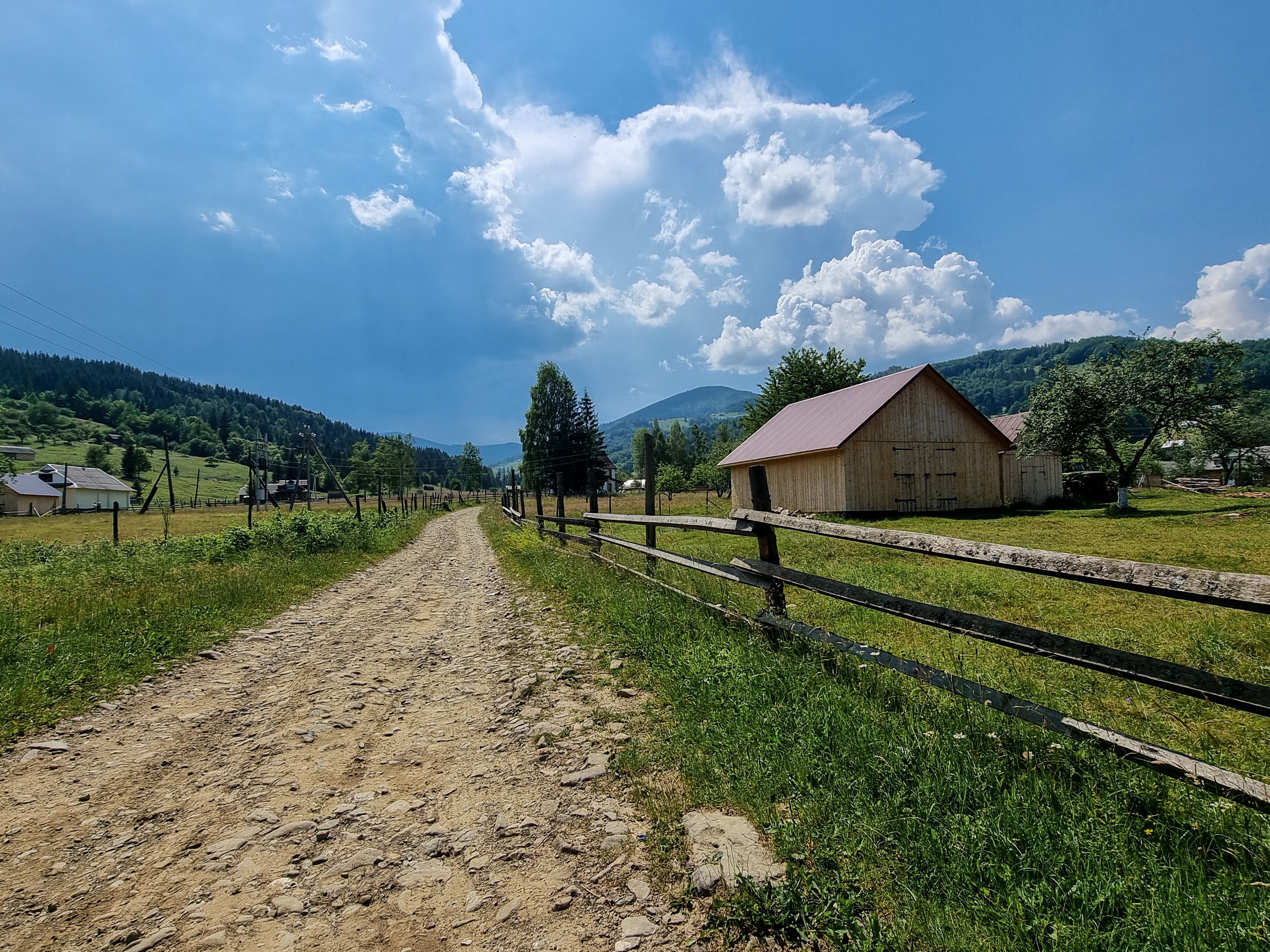
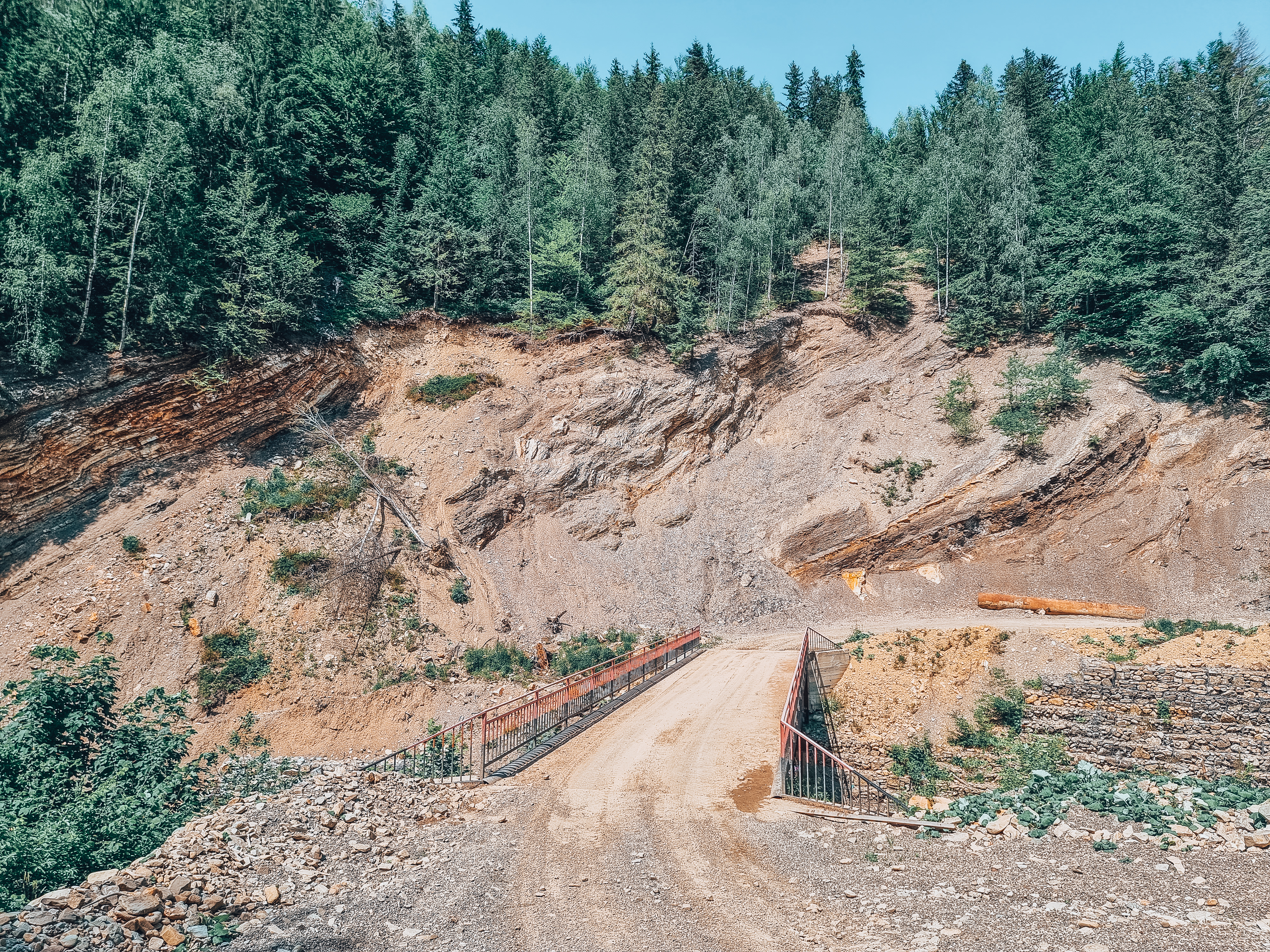
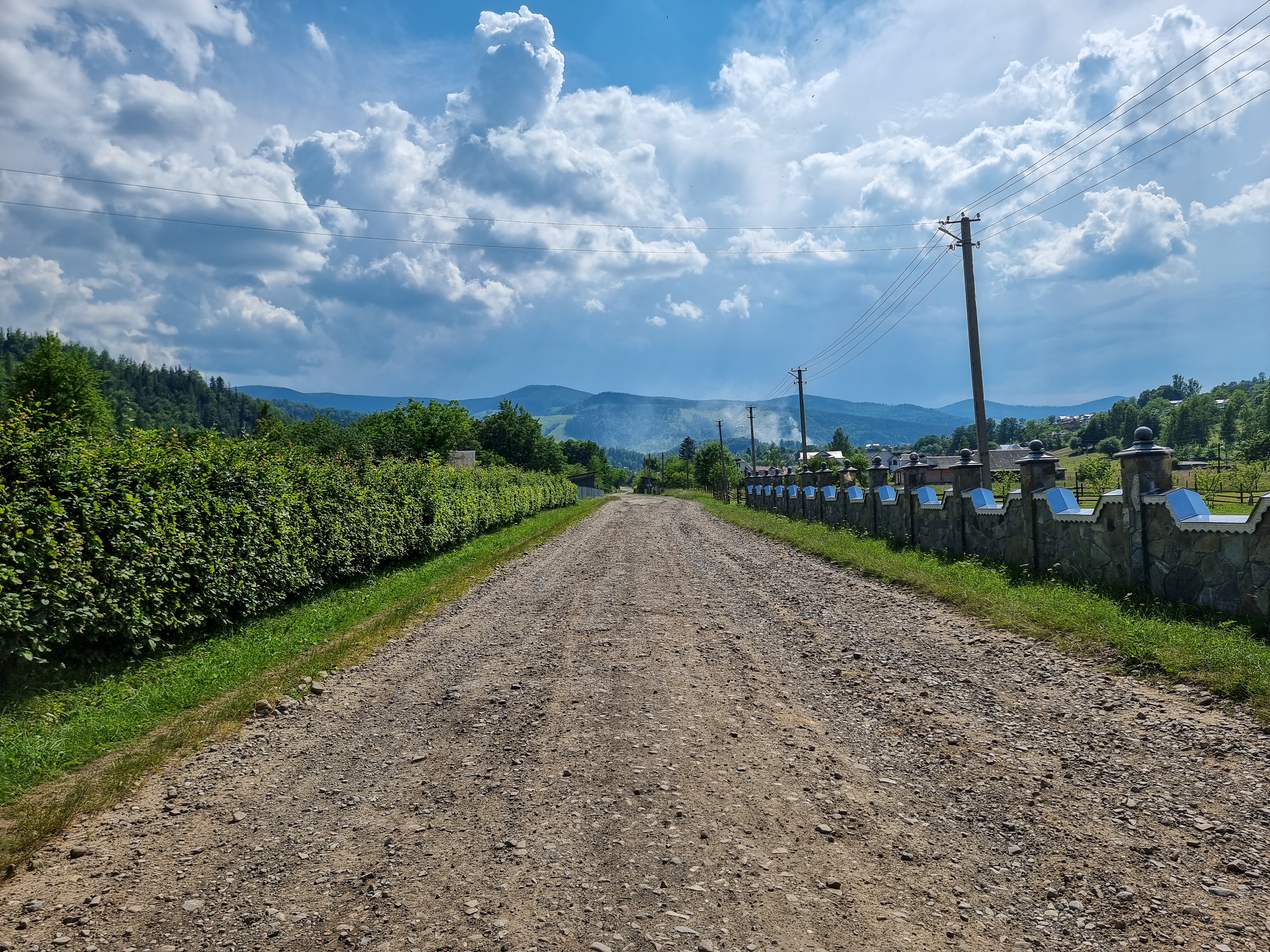

## Світлини та відео водоспадів села

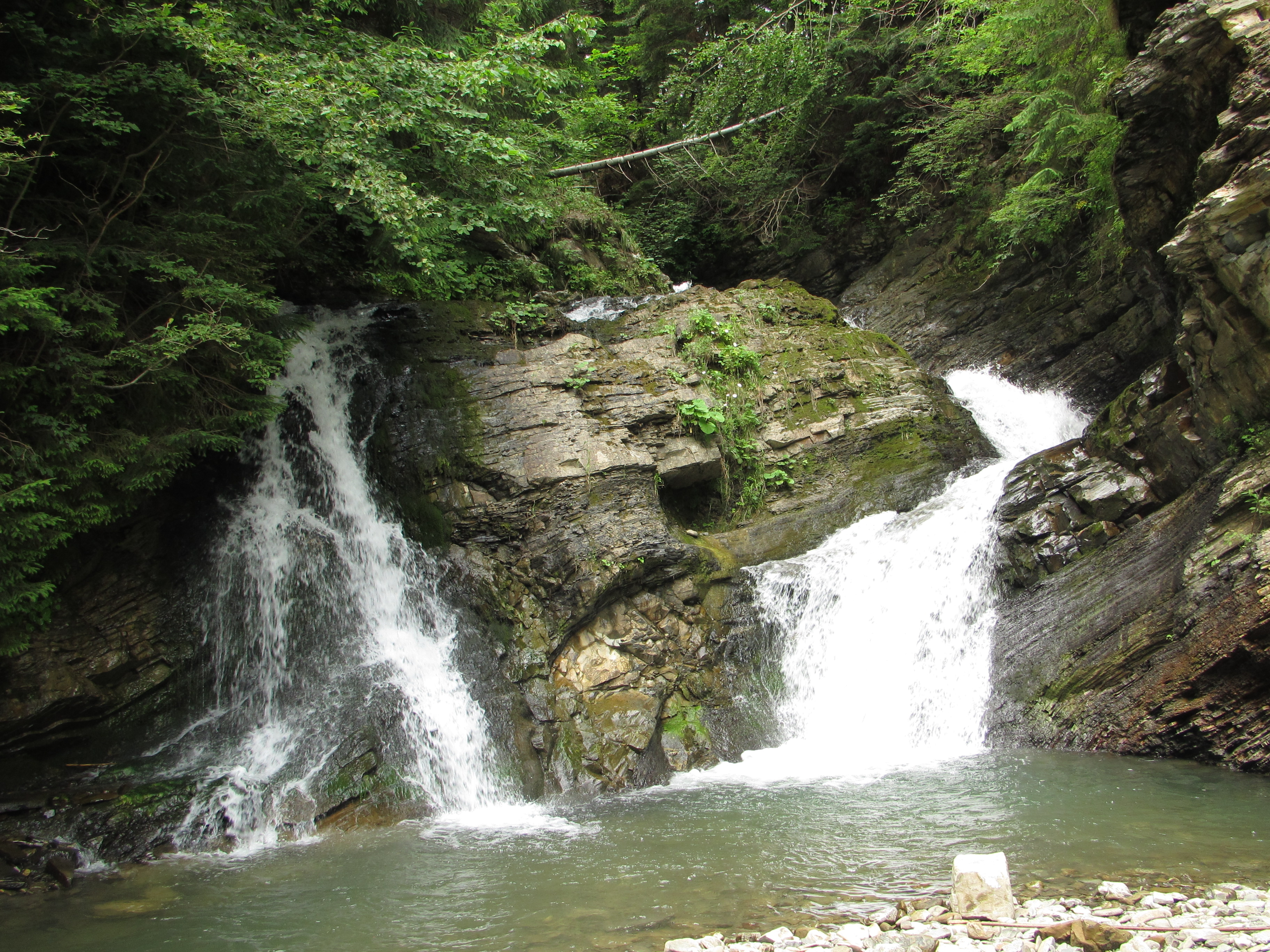
Водоспад Шепітський Гук
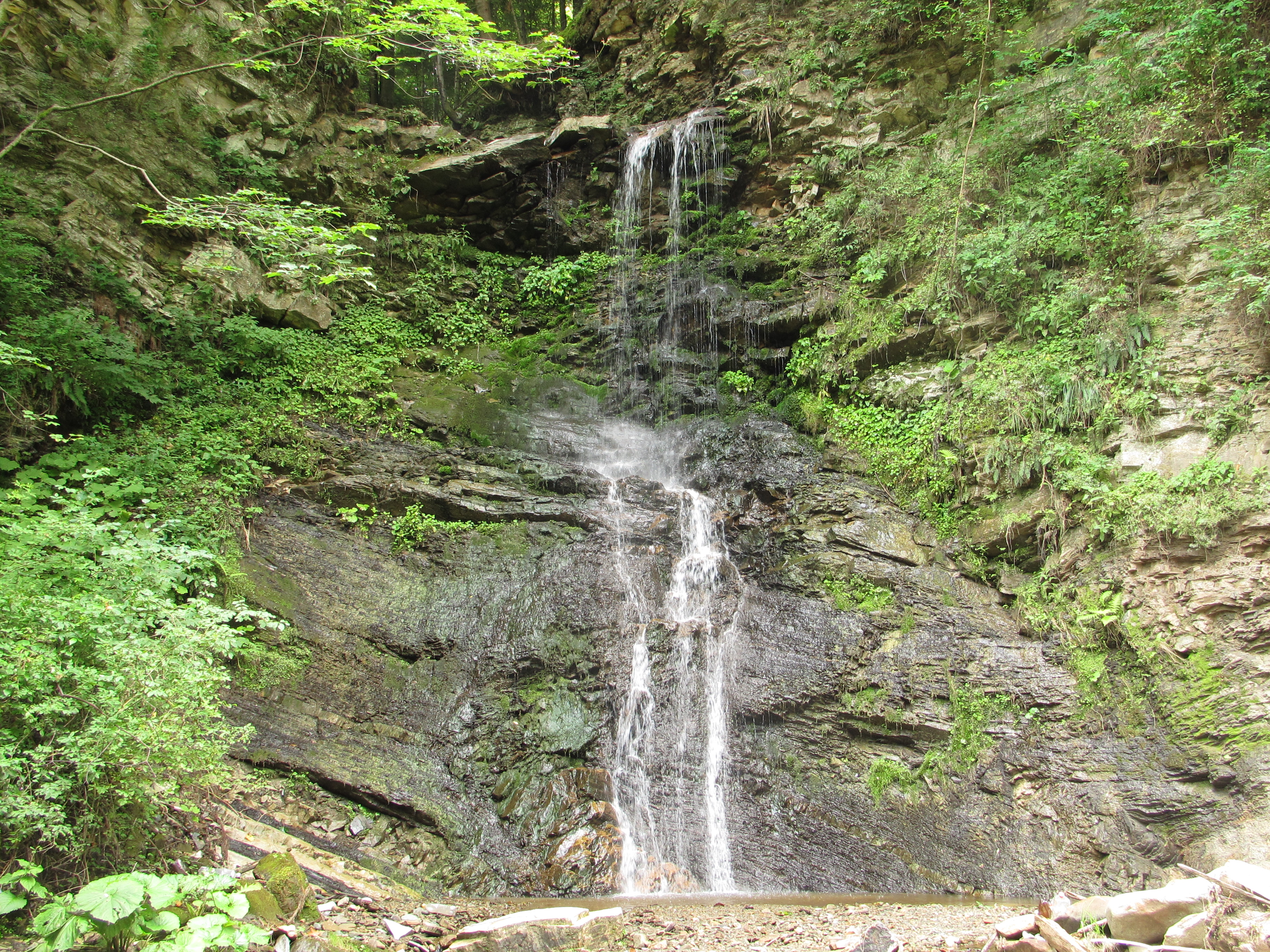
Водоспад Шепітсько-Брустурський Гук
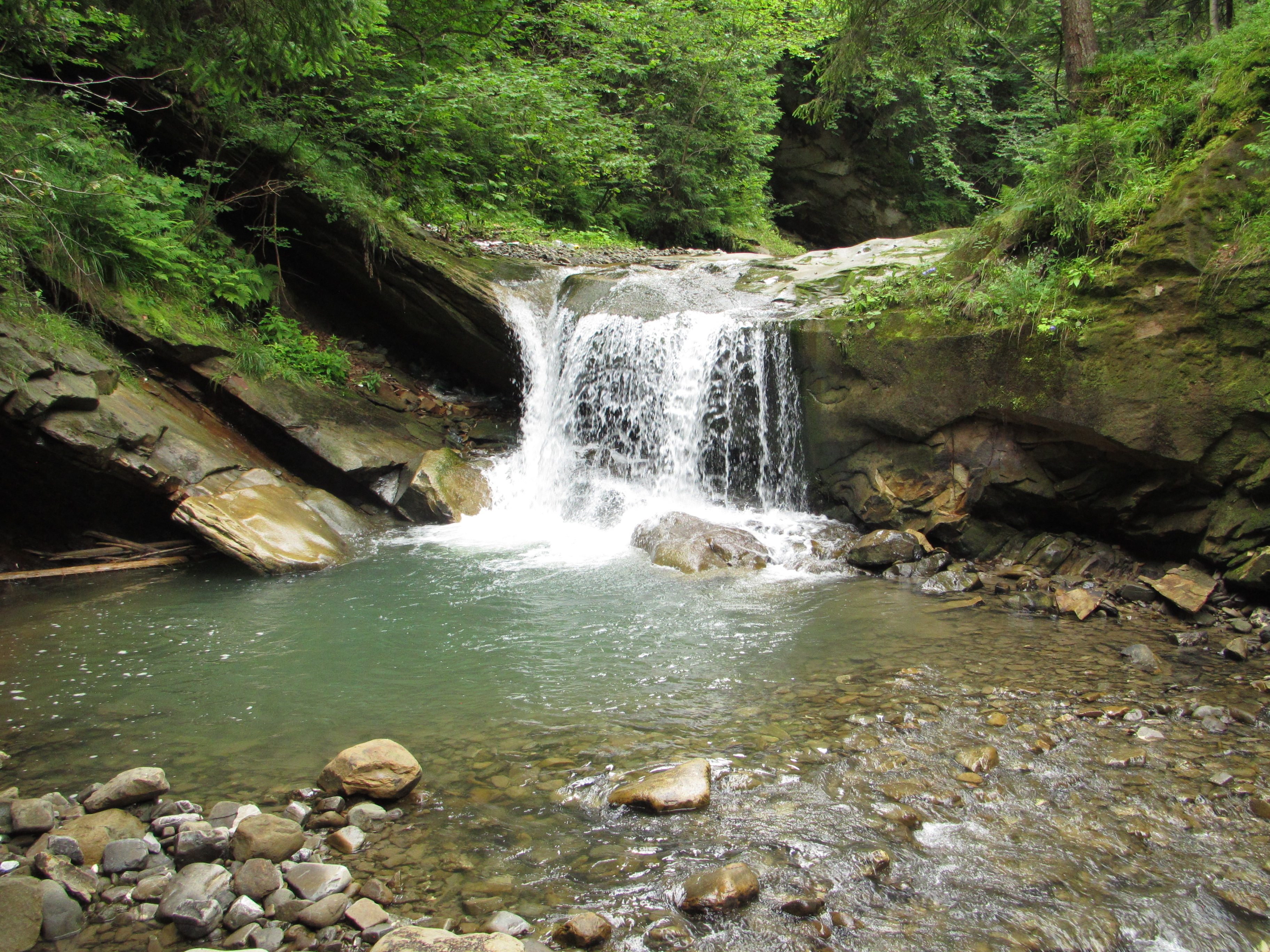
Водоспад Шепітський Гук малий
- Шепітський Гук (відео)
- Шепітсько-Брустурський Гук (відео)
- Шепітський Гук малий (відео)